# 百灵庙战役
百靈廟戰鬥發生於1936年11月20日至24日，地點為中国綏遠省北部一帶，是抗日戰爭初期的主要戰鬥之一，也是綏遠抗戰一部分。該戰鬥交戰雙方分別為國民革命軍及蒙古軍。中國軍隊領導者為傅作義，蒙疆軍隊領導者為德王。綏遠國軍獲勝，奪回百靈廟。此后大汉义军率军对百灵庙发起反扑，试图夺回百灵庙，最终被晋绥军击退。

## 战役位置
百灵庙位于绥远北部，在省城归绥西北约三百三十里，距武川县城二百四十里，是乌兰察布盟（现属于内蒙古自治区包头市达尔罕茂明安联合旗）草原上一个著名的召庙。百灵庙这个内蒙古西部的重镇，为喇嘛、蒙民聚集之中心，是汉蒙交易集合最为繁盛的地区，更为内蒙古人士心目中的圣地。百灵庙有公路北达外蒙古乌兰巴托，东通谤江、嘉卜寺，西南接邑头，东南连归绥，战略位置十分重要。自百灵庙蒙政会成立以来，德王控制百灵庙于自己势力之下，“近则以该地为中心，对绥蒙人士，威胁利诱，愚弄离间，以潜移默转其内向之心，远则以该地为根据，向西北延伸其政治侵略，期遂其蚕食鲸吞之欲。”

## 战役准备

### 蒙古军
田中隆吉和德王以为百灵庙在名义上仍是南京政府隶属之下的绥境蒙政会所在地，绥远军队不会前去进攻，而这里又距包头较近，可以随时发兵攻略，因此，他们既把百灵庙作为进行绥远战争的后方基地，又将它视为尔后进攻包头的前进基点。红格尔图之战发动前，11月初，蒙古军第二军第七师穆克登宝部，由化德经嘉卜寺，绕后草地，开抵百灵庙。并运来大批粮袜、武器，电结该地。“存在庙上的子弹有百万发以上，白面约有二三万袋”。
守方兵力主要有：蒙古军第二军第七师（骑兵）约1,800余人，德王所属蒙古队700余人，之前骚扰西公旗后逃跑并藏匿在百灵庙的骑兵300余人，另有专任指导的日本军官约4~50人，总人数约3,000人。大汉义军在红格尔图一役惨败后，以为绥军主力在东都，错误地判断绥北是绥军防线的薄弱环节，于是决定再次增援百灵庙，准备以该处为基地，从北线发起对绥军的进攻。11月“20日以来，伪军以汽车百辆，向百灵庙方面积极增兵。”“23日下午，百灵庙伪军数千，突分两路向武川、固阳方面出动。”

### 晋绥军
晋绥军方面，在红格尔图作战开始之前，傅作义就派遣第二一一旅参谋长袁庆荣化装成商贩，前往百灵庙侦查。此后，又派遣旅长孙兰峰率领团长以上干部化装成商人，在百灵庙外二十多里的高沙梁一带作战前侦查。红格尔图战役刚刚结束，傅作义立即在11月18日在集宁发出电令，命令准备攻打百灵庙的各支部队开始行动。20日中午，傅作义返回绥垣，展开军事部署。
晋绥军在侦查后发现，百灵庙地势易守难攻，其四周环山，周围约二十余里。各山距庙约二三里不等。山外为没有开辟过的草地，地势平坦，七十里内没有一个村落，其南面距有村庄地带也在七十里开外，足够步兵走十多个小时。庙舍及商店全都在山里，对于攻击部队而言非常难于隐蔽起来再接近守军。庙被山河环绕，其内房屋约有约三千间，庙宇为砖石所垒，其他各房均系土甓筑成，镇中有高大僧房，全都可以可当作街垒巷战用的工事，对于缺乏重武器的攻击部队也是一个障碍。而且伪蒙古军在百灵庙经营多时，作战的准备非常充分，而且是以逸待劳。庙外有大小山口九个，人称九龙口。伪蒙古军在各山口修筑了坚固的防御工事，山顶、山腰、山脚均有分布。守军粮弹储备充足，可充较长时间作战之用，绥军仅有随身携带的一部分，完全无法形成对比。绥军攻击兵力也并没有比对方高多少，且多数为步兵，伪蒙古军则多为骑兵，机动能力上比晋绥军占上风。“故从战争条件上研究，绥军远比守方为差；以徒步疲劳之兵，当骄逸之马，仅果腹之备，当山积之粮；涉平荒之地，以攻环抱之险，以相等之兵力，以袭有备之敌。”而在为蒙古军方面，因“兵员足用，粮弹充实，我为攻夺，彼必拼守，非至万不得已，决不放弃。”
面对如此情况，傅作义及其指挥部决定要在保证军队在隐蔽的情况下接近守军、正面攻击与迂回包抄相结合、速战速决、严防伪军增援的前提下制定作战部署。该指挥部随后制定的《收复百灵庙之机密作战计划》中，把作战方针定位“以收复失地为目的、拟以想当兵力、袭歼百灵庙之敌，收复该庙，而保守之”，并把袭击的方案定位为奇袭为主强袭为辅。该方案同时决定调动步兵八个营、骑兵八个连，山炮一个营、装甲车和汽车若干辆参加战斗，要求各部集结的时候要隐蔽，集结地不可距百灵庙太远。骑兵集结于什拉冶达、厂汗席片、哈达兔等地，步兵与炮兵集结于乌兰忽洞、东达乌苏、玻璃、察察、后乌兰不浪等附近村落。而对于袭击的部署，进攻方案中提到，骑兵从一部分从北面袭击，主力则围攻庙北的蒙政会，并随时准备追击从庙东北逃出来的伪军；步兵则从东南西三个方向发起袭击，相互之间保持联络，预期从西南、东南、东北三个方向突入镇中，其中主力部队位于东南角，预备队位于东侧。
11月20日，傅作义在归绥召集孙长胜、孙兰峰和袁庆荣，部署作战事宜，要求以最快的速度达成作战目标，并完全消灭守军。同时，傅作义任命孙长胜为正指挥，孙兰峰为副指挥，袁庆荣为参谋长，指揮步兵四一九团（欠一营），四二一团（欠一连），（第七十师三一五旅）补充第一团（欠一连），骑兵第八团及三个特务连，炮二十一团第三营（三十二个连）以及第六连小炮两门，无线电三台，汽车一队（共有二十辆装甲车、二十四辆汽车），要求以最快的速度和手段占领百灵庙。

## 战役经过

### 绥军进攻
按照指挥部的命令，晋绥军攻击部队均须在23日晚10点前到达攻击准备位置，约在守军阵前约2千米的位置，于当晚12点发起攻击。经过战前的教育动员，晋绥军的士气受到了极大的鼓舞，“踊跃三百，虽数日疲劳，仍立时振奋，各自欢腾准备，候命杀敌”。23日下午1点，晋绥军出击部队开始由集结地进发，当天天气晴朗，有利于绥军之进击。当夜10点左右，中央纵队进抵守军蒙古营盘前3里处，与蒙古军哨兵开火。四一九团一营立即向前推进，将蒙古营盘的守军击溃，占领庙东南第一层山头。左纵队及右纵队和骑兵纵队在得知中央方向打响后，开始加快前进速度，虽地形生疏，但是士兵们很快已越过了百灵庙外围的第一道防线，进入百灵庙周围的山丘之内。
24日凌晨1点，双方在百灵庙外围的山群中激战。晋绥军四一九团占领第二层山头后进迫到第三层山头，左右两纵队也急急推进，预备队紧跟四一九团向前，防守的伪军则节节败退。日本特务机关长盛岛角芳拔出战刀指挥作战，并向女儿山阵地增加机枪十余挺，以加强火力的方式阻止晋绥军前进。2点到4点，攻击部队深入各山的蒙古军阵地，双方战线相互交错。经过反复拼杀，4点以后，绥军已经攻入山的另外一侧，向蒙古军主阵地发动进攻，战斗更趋激烈，蒙古军据工事阻击绥军，战局进人苦战状态。到了6点，四一九团及预备队两连向前突击，炮兵队也轰击前进，四二一团及预备队一营连同钢甲车队向东南角推进。上午7点，东方放明，战斗更烈。绥军拼力进攻，蒙古军守军也在死守，东南一隅，绥军猛攻六次，但是没有效果。战事进入到胶着状态。绥军四一九团机枪连长阵亡，钢甲车亦被击坏数辆。
此时天已经开始放晴，如果再无进展，日军将有可能出动飞机来阻止进攻，日伪军的援军也会接踵而至，攻城将会更加困难。孙长胜和孙兰峰见状，下达突击命令，要求炮兵部队（包括所有山炮营和小炮队）全部划归袁庆荣指挥，并推进到南山口以东的高地，集中火力攻击伪军据点女儿山，以此掩护装甲车和步兵前进；拨给尖兵连九辆卡车，每个班乘坐其中一辆，从东南山口向百灵庙发动冲击，要求务必攻克；韩天春营和骑兵连随后从东南山口跟进，扩大战果。此后孙兰峰来到第一线亲自指挥作战，各方面也开始协同进攻。绥军团长刘景新率领一个连，以汽车开路发起进攻；团长张成义和团长刘应凯各自率领部队从东西两侧夹攻百灵庙，一番激战之后进入镇中，双方展开巷战。
绥军炮兵集中山炮十二门、苏鲁通小炮八门，一面跃进，一面延伸射击，向东北、西北两山的蒙古军后方猛轰。绥军装甲车在炮火掩护下，从东南山口大路向守军猛冲。随后六辆汽车满载步兵也由最大的土山口冲入。骑兵主力在庙北绥境蒙政会方向，双方激战后，伪军死伤大半，绥军于是突破北山口，进入镇中。发现战况不利后，盛岛角芳首先率部逃跑，日本军事顾问烟草谷与伪蒙第七师师长穆克登宝等人也分乘汽车逃走。战斗持续到11月24日上午9点30分，伪蒙军大部被歼，绥军收复百灵庙。
此役蒙古军阵亡600余人（一说七八百人），被俘200余人，绥军缴获大炮10余门，机枪10余挺，步枪600余支，无线电台数部，弹药一库房，汽油500余桶，白面2万袋以及战马等。绥军方面，此役共伤亡300余人。

### 大汉义军反攻
由于百灵庙在此之前被德王经营多年，傅作义等断定德王不会轻易放手，必定会组织部队反攻。同时因为日军方面占据空中优势，为防止因刚刚占领就被日军飞机成队轰炸造成大量伤亡，晋绥军指挥部方面下令主力部队先撤出百灵庙，等待下一步的指示。
百灵庙收复后，为了部署歼击反攻的大汉义军及蒙古军部队和进攻锡拉木楞庙之战，11月28日，傅作义、王靖国、赵承绶在归绥进行会商，并制定了作战方案。他们首先分析了对方反攻百灵庙可能采取的几种行动。针对对手的企图，傅作义等人“策定将敌遮断，各个解决之方略”，即将王英所率领的大汉义军和驻扎在大庙的伪军加以分隔，集中绥军主力，子以各个击破，以实现既歼灭对方部队，又保卫百灵庙和攻占大庙的目的。
随后，傅作义等人作出部署：骑兵二师师长孙长胜率该师（三个团）附炮两门，进驻乌兰花，另以四二〇团附炮一连，乘汽车支援骑兵；二一一旅旅长孙兰峰，指挥第四二一团、补充第一团、炮兵两连、小炮四门，为固守百灵庙的部队，但除四二一团已经留在百灵庙内的部队之外，其余在庙外准备，准备随时进入；四一九团连同炮一连，在后厂汗次老作为伏兵；独立第七旅的两个团从卓资山出发，分别开赴武川和黑老。
按照预定计划，攻占了百灵庙的绥军，除了留下刘景新团一个步兵营、两个骑兵连驻守庙区，修补工事、注意警戒外，其余主力于11月24日下午3点悉数撤回原集结地二份子镇一带待命。日军飞机十架在部队撤出后没多久就开始轮番轰炸百灵庙，而绥军仅被炸伤两匹战马。
大汉义军随即发起对百灵庙的反攻。田中隆吉命令“大汉义军”副司令雷中田率领金宪章、石玉山，葛子原、赵奎阁等部向锡拉木楞庙集结后，向百灵庙反扑。11月28日，大汉义军以汽车百余辆陆续运兵3,000余人至锡拉木楞庙。这时大汉义军的旅长石玉山、金宪章与傅作义方面建立了秘密联系，准备随时投靠绥军，因而这两部伪军到达锡拉木楞庙后借故没有加人反攻行列。雷中田于是只率领了葛子厚、赵奎阁等两部伪军1,000余人开始反攻。同时，王英直接指挥的大汉义军骑兵2000余人，为牵制绥军向百灵庙增援，也在29日和30日从商都以北绕过土木尔台，经草地转移至陶林西北民地边、黑山子一带。12月2日晚，伪军以装甲车十辆为先锋，用汽车装载1000余名伪军从大庙出发，并于次日凌晨6点赶到百灵庙附近。
在此之前日伪军经过飞机侦察，得知守庙部队不足两个团，且防守重点在东北面而疏于西南，乃决定先从西南方猛攻。绥军在得知日伪军动向后，立即命令孙兰峰旅主力于12月1日晚进驻百灵庙，准备防卫战；并令孙长胜率骑兵师七、八两团由二份子、察察向乌兰花推进，同时该师的第四团由集宁经大滩向乌兰花急进，截击王英骑兵。
防守百灵庙的绥军，从庙东南女儿山、东沙河西岸起，经东南面、东面、东北各山头，至庙东北山口、沙河西岸止，分为两个防区，西部防区由刘景新团守备，东部防区归刘效曾团守卫，两团各抽一个营为总预备队，炮兵由旅部集中使用。12月3日凌晨3点，刘景新团阵地首先打响，大汉义军300余人进攻，当即阵亡40余人，接着刘效曾团遭600余名日伪军的进攻，经还击后日伪军开始向南移动。西南部被击退的日伪军重新补充至1000余人，并动用了火炮数门，开始猛攻绥军阵地。刘景新团击退了两次伪军的进攻，但伪军仍然继续猛冲。绥军于是将计就计，令前方支撑点的守兵节节后退，引诱伪军进入绥军预设的袋形阵地，毫无防备的日伪军发起追击，进入阵地后立刻被三面夹击，日伪军当场阵亡上百人，被俘230余人。其余尾随而至的伪军部队也全部溃逃。当天下午1点，七、八百名日伪军又开始向百灵庙东侧发起冲击，被绥军阵地的机枪及迫击炮从正面侧面同时阻击，伪军没能继续前进。3点30分，西面大汉义军约500人滞留在绥军阵地前约3里外的一个之山凹内，刘景新团二营绕道侧背后发起夹击，日伪军死伤数十人，其余向东南方向逃走。下午7时绥军发起反击，日伪军被击溃，绥军随即追击六十里，击散其掩护部队后返回。此时已经是4日上午9点左右。
在这场战斗中，大汉义军副司令雷中田及伪军500余人在战斗中丧生，200余名伪军被俘，日伪军反攻百灵庙的尝试彻底失败。

## 战役影响
此战过后，王英伪军主力一部遭到严重打击，致使锡拉木楞庙的日伪军守备力量大为削弱，并将王英所部主力牵制于乌兰花一带，这就为绥军发起攻占锡拉木楞庙的战斗铺平了道路，成为锡拉木楞庙战役的序战。